# 텍사스주의 기

텍사스 주의 기

텍사스의 기는 텍사스주의 깃발로, 과거 텍사스 공화국 당시에도 사용되었다.

## 규정
텍사스주법은 다음과 같은 내용으로 깃발의 정확한 형태를 규정한다.
1. 세로대 가로가 2:3인 직사각형으로 한다.
2. 한개의 파란 세로줄은, 왼쪽 가로의 1/3을 차지하고, 윗반쪽은 흰색의 한 줄이고, 아랫반쪽은 빨간 한 줄로 구성된 두개의 세로줄은 가로의 2/3을 차지한다.
3. 흰색의 정오각별은 파란 사각형의 정 가운데에 위치한다. 그 방향은 맨 위에 한 꼭짓점이 오도록 한다. 정오각별의 꼭짓점을 지나는 원의 반지름은 파란 사각형의 가로의 3/4와 같다. 파란색과 빨간색은 미국의 국기와 같은 색을 사용한다.

## 색상
정확한 색상은 다음과 같다. 이는 미국의 국기와 같다.
| 색상        | 미국 표준색 참조 | 팬톤  | 웹 색상 | RGB값         |
| ----------- | ---------------- | ----- | ------- | ------------- |
| 짙은 빨강   | 70180            | 193 C | #BF0A30 | (191,10,48)   |
| 흰색        | 70001            | Safe  | #FFFFFF | (255,255,255) |
| 짙은 파란색 | 70075            | 281 C | #002868 | (0,40,104)    |